# Мацех Олег Ярославович

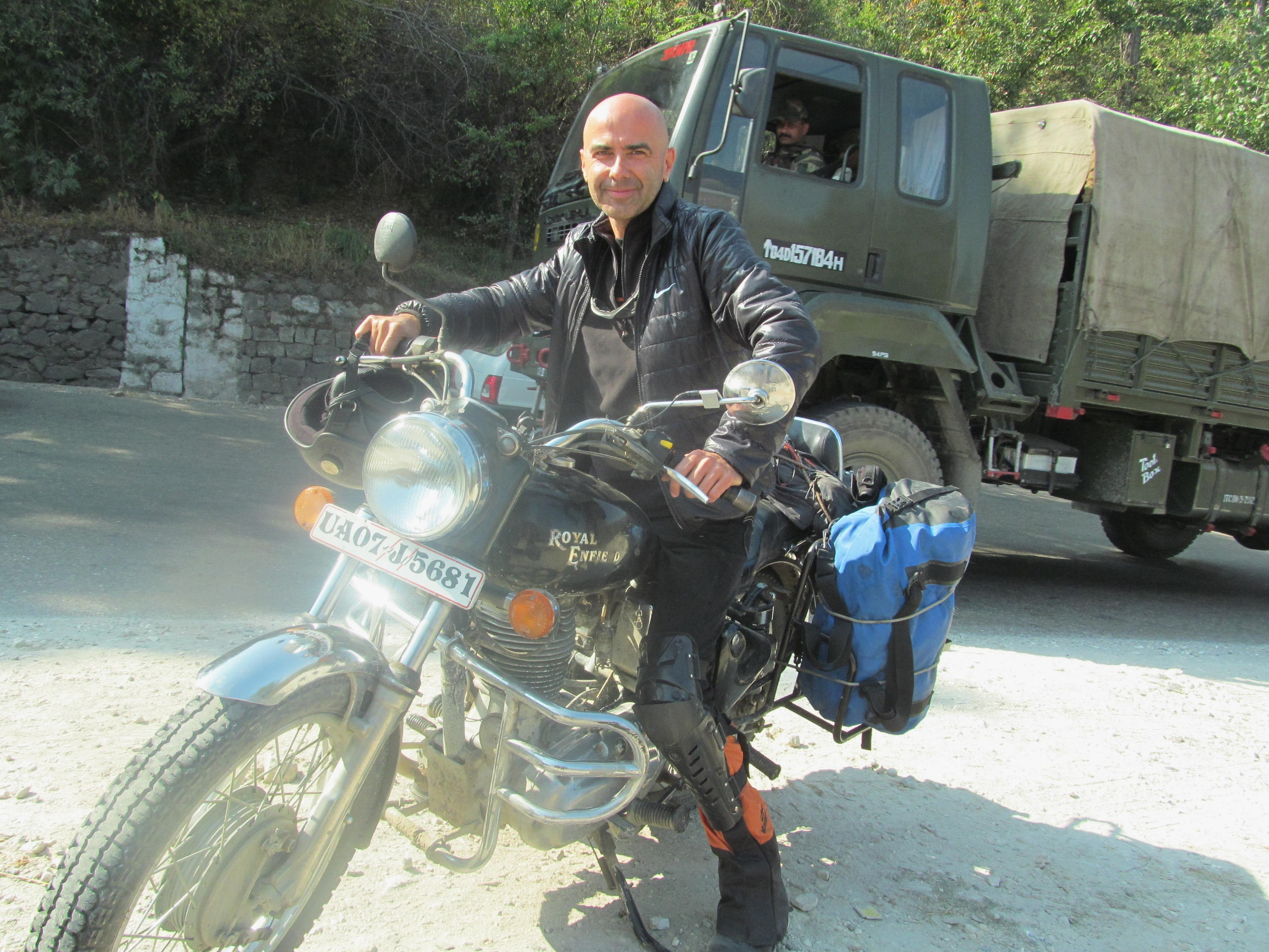
Олег Мацех

Мацех Олег Ярославович (народився 20 липня 1964 року в Коломиї, Івано-Франківська область) — український громадський діяч, співорганізатор ініціативи «Реанімаційний Пакет Реформ», координатор Громадського форуму Львова, керівник (координатор) Львівського обласного осередку «Громадянської позиції».

## Життєпис
Народився 20 липня 1964 року в Коломиї, Івано-Франківська область, де провів дитинство. Великий вплив на виховання мав дзідзьо Констянтин Михаліха, священик, отець-декан м. Коломиї, син начальника пошти Станіслава та бабця Надія Михаліха, вчителька, дочка священика.
Мати — Марія Мацех, товарознавець вищої категорії.
Батько — Ярослав Мацех, архітектор, інженер-будівельник.
Навчання:
- 1971–1981 — середня школа № 63 у Львові.
- 1982–1987 — Львівський державний медичний інститут ім. Данила Галицького. Спеціальність «Стоматологія».
- З червня по серпень 1997 — стажування з менеджменту за програмою уряду США — «IRIS».
- З липня 2004 по лютий 2005 — Management Training Programme, навчання у Німецькій Академії Менеджменту

Кар'єра
1981–1982 — Санітар 2-го хірургічного відділення Львівської обласної клінічної лікарні.
1987–1988 — Проходив інтернатуру у Львівській комунальній стоматологічній поліклініці (лікар-інтерн).
1988–1999 — Працював лікарем-стоматологом у стоматологічній поліклініці Львівського державного медичного інституту.
1993–1999 — Засновник та лікар-стоматолог приватної стоматологічної клініки.
1999–2004 — Співзасновник та директор ТзОВ «Інспе» (компанія здійснює імпорт стоматологічного обладнання та матеріалів, проектування та консалтинг стоматологічних клінік. Головний офіс у Львові, представництва у Києві, Одесі, Вінниці)
2004 — лютий 2015 — президент ТзОВ «Інспе»
З лютого 2015 — директор львівського комунального підприємства «Лев», що займається вирішенням проблеми безпритульних тварин у місті Львові

## Громадська діяльність
- Листопад — грудень 2004 — координатор спостерігачів у Харківській області на виборах президента від політичної сили «Наша Україна».
- Грудень — січень 2005 — учасник Майдану, координатор акції «захоплення» помаранчевими силами київського вокзалу
- Лютий 2005 — співзасновник Комітету підприємців Львівщини
- Лютий 2005 — асоційований член Ради Імпортерів при КМУ
- Серпень 2005 — координатор акції «Львів без Буняка»
- Вересень 2005 — ініціатор створення та співзасновник Громадського форуму Львова[2][3]
- Лютий 2006 — співзасновник і член ради Асоціації імпортерів та виробників виробів медичних.
- З 2008 — член ради ЛОО ВГО «Громадянська позиція»
- З 2010 — голова ЛОО ПП «Громадянська позиція» та член ради партії.
- 2013-2014- учасник Євромайдану, ініціатор та співзасновник створення Громадської Ради Майдану, активіст Громадського Сектору Євромайдану, співорганізатор акції піаніно на Майдані, співавтор фотографії «Піаніст перед Беркутом на Банковій», що перемогла в міжнародному конкурсі Freedom House.[4][5]
- Січень-грудень 2014 — співініціатор та співзасновник ініціативи «Реанімаційний Пакет Реформ».[6] Менеджер Економічного напрямку цієї ініціативи, співініціатор створення робочої групи з 3G в РПР, в результаті діяльності якої в Україні відкрито дорогу до впровадження технології 3G в телекомунікаціях.[7]
- Травень 2014 — автор ідеї та спільно з Львівською Майстернею Шоколаду ініціатор проекту шоколадних фігурок Путіна,[8] ініціатор поїзда дружби «Львів-Одеса».[9][10]
- Грудень 2014 — активіст мережі Hand Made по-львівському для Армії руками волонтерів.[11]

## Хобі, сім'я
Вільно володіє російською, англійською та польською мовами. Захоплення: туризм, велосипед, мотоцикл, джип, бадмінтон, біг, книги, класична музика, джаз, рок, фотографія, кіно, аргентинське танго, йога, тварини.
В 2012 півроку подорожував Індією наодинці в стилі backpacking.
Має доньку Юлію (1989), синів Маркіяна (1991) і Костянтина (2001).